# 6153 Hershey
6153 Hershey este un asteroid din centura principală de asteroizi.

## Descriere
6153 Hershey este un asteroid din centura principală de asteroizi. A fost descoperit pe 19 iulie 1990 la Observatorul Palomar de Eleanor Francis Helin. Asteroidul prezintă o orbită caracterizată de o semiaxă mare de 2,84 ua, o excentricitate de 0,28 și o înclinație de 17,4° în raport cu ecliptica.